# Irina Bogatxova
Irina Petrovna Bogatxova, rus: Ири́на Петро́вна Богачёва (2 de març de 1939, Leningrad – 19 de setembre de 2019, Sant Petersburg), fou una mezzosoprano russa al Teatre Mariïnski i professora de cant al Conservatori de Sant Petersburg. Formada a Leningrad i a La Scala de Milà, va interpretar papers destacats del repertori rus i italià en els principals teatres d'òpera internacionals.

## Vida i carrera
Nascuda a Leningrad el 2 de març del 1939, junt amb la seva família va suportar totes les dificultats del setge de Leningrad.
Va estudiar al Conservatori Estatal de Leningrad Rimski-Kórsakov, va guanyar el concurs Glinka durant els seus estudis el 1962. Es va unir al Teatre Kirov, on va debutar com a Polina a La dama de piques de Txaikovski. Va actuar al Teatre Mariïnski des de 1963, i també en altres llocs de la Unió Soviètica.
Bogatxova va guanyar un gran premi i medalla d'or a la competició vocal internacional de Rio de Janeiro el 1967, que li va permetre estudiar posteriorment a La Scala de Milà amb Gennaro Barra-Caracciolo. Va actuar al teatre de l'òpera per primera vegada el 1969 com a Ulrica a Un ballo in maschera de Verdi. Va aparèixer en els papers més importants del repertori de mezzosoprano rus, com ara Marfa en l'obra Khovànsxina, de Mússorgski, Liubaixa a La núvia del tsar de Rimski-Kórsakov, i Marina a l'òpera Borís Godunov de Mússorgski. Va interpretar el paper principal a Carmen de Bizet, i papers de Verdi, incloent Eboli a Don Carlo, Amneris a Aida i Azucena a Il trovatore, entre d'altres. Va aparèixer com a convidada a l'estranger, a l'Opéra Bastille de París, la Royal Opera House a Londres, La Scala de Milà, i la Metropolitan Opera de Nova York, entre d'altres. Va fer gires amb el Teatre Mariïnski pels Estats Units, Japó i Europa.
Dmitri Xostakóvitx va compondre un cicle de cançons amb poemes de Marina Tsvetàieva per a ella, que va estrenar el 1973.
Bogatxova va ensenyar cant al Conservatori de Sant Petersburg des del 1980, i va ser nomenada professora el 1982. Es va convertir en cap de la facultat de cant solista i va iniciar allà un concurs internacional de cant. Els seus estudiants inclouen Olga Borodinà i Natàlia Ievstàfieva. Va morir el 20 de setembre de 2019. Fou enterrada al cementiri de Novodévitxi.

## Premis
- 2n Premi del Concurs M.I. Glinka (1962)
- 1r Premi del Concurs Vocal Internacional de Rio de Janeiro (1967)
- Artista emèrit de la Federació Russa (1970)
- Premi Estatal de la Federació Russa M.I. Glinka (1973) - per la interpretació de partitures d'òpera i programes de concerts en els anys 1970 - 1971.
- Artista del Poble de la Federació Russa
- Artista del Poble de l'URSS (1976)
- Diploma d'honor del Presidium del Soviet Suprem de la Federació Russa (1983)
- Premi Estatal de l'URSS (1984) pels programes de concerts dels anys 1981 - 1983
- Ciutadana d'honor de la ciutat de Sant Petersburg (2000)
- Orde de l'Amistat dels Pobles (1981)
- Orde al Mèrit per la Pàtria de tercer grau (2000)
- Orde al Mèrit per la Pàtria de segon grau (2009) per mèrits en el desenvolupament de l'art musical rus i l'activitat creativa durant molts anys
- Orde "Steaua Vernadskii" de segon grau
- Membre honorífic de la Societat Filharmònica de Sant Petersburg des de 1997.
- Orde d'Honor (2015): pels grans mèrits en el desenvolupament de la cultura i l'art domèstiques, la seva difusió i molts anys de fructífera activitat.[7]

## Enregistraments
- Bogatxova va enregistrar un disc titulat Russian Vocal School el 1995, on s'inclouen peces com les àries de El convidat de pedra de Dargomijski, Mon coeur s'ouvre à ta voix de Camille Saint-Saëns, "Re dell'abisso, affrettati" (Un ballo in maschera, Verdi), "O mio Fernando" (La Favorite, Donizetti) i altres.[8]